# Ferrocemento

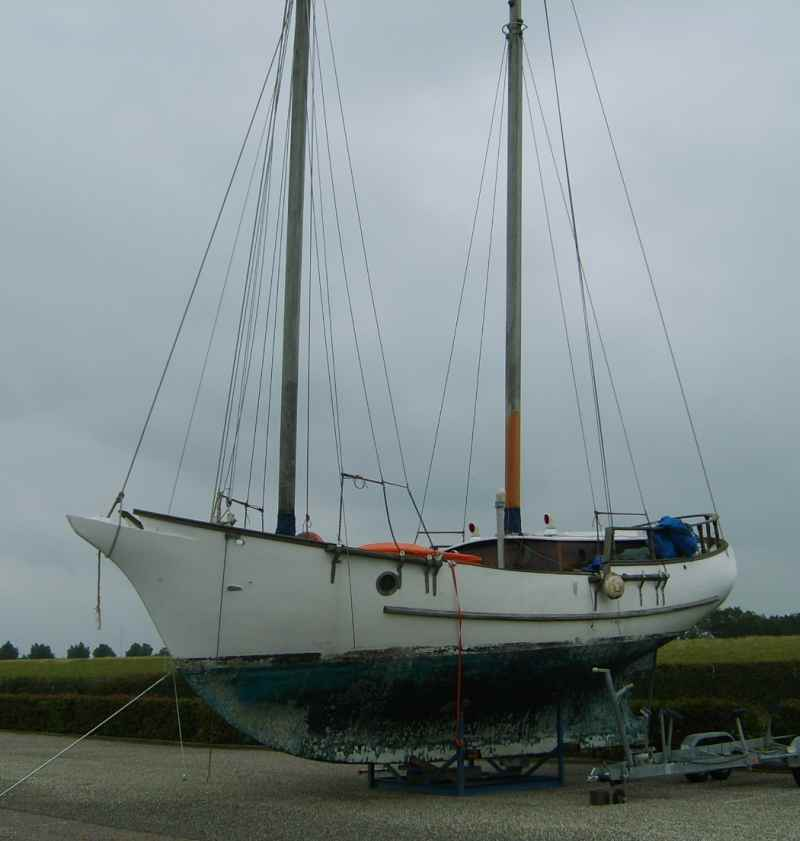
Barca con scafo in ferrocemento

Il ferrocemento (o anche ferro-cemento) è un materiale composito, usato nell'edilizia e nella scultura, composto da malta cementizia di alta qualità che ricopre un'armatura costituita da poche barre e numerosi strati di maglia d'acciaio.
Ha una vasta gamma di applicazioni che comprendono l'edilizia e la riparazione di manufatti esistenti nonché in campo navale per la realizzazione di scafi.

## Storia
Il ferrocemento fu ideato e brevettato, attorno agli anni quaranta, da Pier Luigi Nervi; durante il periodo fascista, infatti, in Italia l'impiego del calcestruzzo armato fu proibito perché "non italico": sia l'acciaio che il legno per le casseforme venivano importati dall'estero. Nervi lo testò per la prima volta nel padiglione alla Magliana.
Il brevetto di Nervi si basò sul ferciment, prodotto inventato dal francese Joseph-Louis Lambot a metà dell'Ottocento e utilizzato prettamente per la costruzione di barche. Con tale materiale Nervi realizzò diverse imbarcazioni quali il motoveliero Irene e peschereccio Santa Rita.

## Caratteristiche
La differenza tra ferrocemento e il calcestruzzo armato è principalmente l'armatura: nel primo questa è costituita prevalentemente da una serie di strati di reti metalliche piccolo diametro (0,5 - 1,5 mm) tenute insieme da un numero limitato di barre di diametro più grande con la funzione irrigidente, il tutto viene poi annegato in una malta cementizia plastica molto ricca di cemento (fino a 800 chili ogni metro cubo di sabbia).
Con tale combinazione si riescono a realizzare delle lastre molto sottili (pochi centimetri) che risultano molto elastiche, flessibili, resistenti alla fessurazione, duttili, leggere e straordinariamente sagomabili in forme qualsiasi.